# Gobio sakaryaensis
Gobio sakaryaensis — риба з роду пічкурів, родини пічкурових. Зустрічається виключно у прісних водах Туреччини: струмок Тозман і річка Сакар'я. Прісноводна демерсальна риба до 11,5 см завдовжки.